# Datalære
Datalære var et fag i den danske folkeskole.
Indførslen af datalære havde baggrund Johnson-udvalgets betænkning Edb-undervisning i det offentlige uddannelsessystem der udkom i 1972.
Knud Heinesen lavede et udkast til en ny folkeskolelov hvor faget skulle indføres som valgfag i 8. til 10. klassen, men da loven blev indført i 1975 var datalære kun et valgfag i 10. klasse.
Under Bertel Haarder bliver faget gjort til valgfag i 8. til 10. klasserne, men samtidig afskaffet den 31. juli 1990 og da i stedet indført som paragraf 6-emne.
Faget forsvandt derfor som selvstændigt fag. Visse aspekter såsom betjeningsaspektet blev integreret i andre fag.
I faget benyttede man computere fra Regnecentralen og programmeringssproget COMAL-80.